# María José Ulla Madroñero
María José Ulla Madroñero (La Coruña, 6 de junio de 1945-Madrid, 30 de enero de 2022) fue una modelo, Miss España (1964) y empresaria española.

## Biografía
Su padre era de Consuegra (Toledo). María José nació en La Coruña. Fue elegida Miss España en 1964 en Madrid. El evento, que contó con veintidós participantes se celebró en el malagueño Teatro Cervantes el 9 de mayo de 1964. Entre los organizadores del evento estaba su futuro esposo, el periodista José Antonio Plaza, los dos se casaron cinco años después. Tuvieron una hija llamada Carmen. 
Participó en las selecciones de Miss Mundo (Londres, 14 de noviembre de 1964) donde consiguió ser Top 15 y Miss Universo (Miami Beach, 1 de agosto de 1964), donde no consiguió clasificarse. Posteriormente se dedicó a la música, siendo una de las fundadoras del primer conjunto músico vocal femenino de España, Las chic, junto a las españolas Ángela Escribano, Isabel Anger y la danesa Doris Ken. Fue una empresaria de éxito en el sector audiovisual.
Tras su coronación como Miss España 1964 participó en los Juegos Florales Lasalianos (Consuegra) y fue homenajeada por el Ayuntamiento consaburense junto al matador de toros Vicente Punzón.